# Пярну-Сааремская епархия
Пя́рну-Саа́ремская епархия (эст. Pärnu ja Saare piiskopkond) — епархия Эстонской апостольской православной церкви Константинопольского патриархата с центром в городе Пярну.
Правящий архиерей — епископ Александр (Хопёрский) (с 12 января 2009)

## История
Епархия образована 21 октября 2008 года решением Священного Синода Константинопольского Патриархата. Правящим архиереем был избран священник Александр (Хопёрский). 12 января 2009 года состоялась его хиротония.

## Приходы епархии
- Храм Преображения Господня в Хяядемеесте — Протоиерей Ардалион Кесккюла
- Храм святого великомученика Георгия в Йыыпре — Протоиерей Ардалион Кесккюла
- Храм святого Николая Чудотворца на Кихну — Протоиерей Виктор Иваск
- Храм святого благоверного князя Александра Невского в Левала — Протоиерей Андрей Пыльд
- Храм святого Николая в Курессааре — Протоиерей — великий эконом Феликс Кадарик

Монастырей в епархии нет.